# L. Schiwy
L. Schiwy lub L. Schivy – niemiecki strzelec, medalista mistrzostw świata.
Podczas swojej kariery Schiwy zdobył przynajmniej jeden medal na mistrzostwach świata w strzelaniu do rzutków. Podczas turnieju w 1929 roku został brązowym medalistą w trapie drużynowym. 
W tym samym roku zajął również piąte miejsce indywidualnie na mistrzostwach Europy w trapie. Zawody te nie są jednak uważane za oficjalne przez Międzynarodową Federację Strzelectwa Sportowego. 

## Medale mistrzostw świata
Opracowano na podstawie materiałów źródłowych:
| Mistrzostwa    | Konkurencja     | Wynik            | Miejsce |
| -------------- | --------------- | ---------------- | ------- |
| Sztokholm 1929 | Trap, drużynowo | 737 pkt. (druż.) |         |